# 馬雲·馬田
馬雲·馬田（法語：Marvin Martin；1988年1月10日—）是一名法國前職業足球運動員，司職中場。馬田現在效力法國全國乙組聯賽球會耶爾。他是一名富有創造力的中場球員，被描述為具有“非常好的控球技術”和“出色的視野”的球員，這彌補他相對較小的身材。馬田是前法國國腳，曾代表2012年歐洲國家盃。

## 球會生涯

### 早年生涯
馬田出生於巴黎十四區，來自旺沃門站地區。因此，他在王子公園體育場附近長大，並定期觀賞巴黎聖日耳門的比賽，培養對法國首都的球會的熱情。馬田六歲時在巴黎競技開始他的足球生涯，在球會效力兩年後，他加入位於巴黎南部郊區的蒙魯日足球會。在法國贏得1998年世界盃後，馬田對足球的投入加速。他將勝利描述為“我想成為一名職業球員的那一刻”。在效力蒙魯日期間，馬田與哈特姆·賓艾化、以賽亞·迪亞、弗拉維安·貝森和多明尼克·馬隆加一起訓練和打球。1997年他們在決賽中擊敗巴黎聖日耳門，贏得巴黎盃13歲以下組別冠軍，這四人對他們很有幫助。
在蒙魯日展現出潛力後，馬田參加克萊楓丹恩訓練營的試腳，希望能被這所名校錄取。然而，在訓練營結束後，儘管他的隊友賓艾化被選中，他卻不幸他落選。蒙魯日的一位教練後來援引球員未能在克萊楓丹恩訓練營贏得一席之地時說：“我不知道這是否給他額外的力量，但無論如何，他繼續努力而不是為自己感到難過。”2002年，馬田在被球會球探克里斯蒂安·普克塞爾發掘後引起職業球會索察的興趣 。球會職員向馬田提供試腳機會。他接受這個提議並向東走到蒙貝利亞爾。2002年7月，馬田在奧古斯特·博納爾球場舉行的試腳賽中表現出色後，與球會簽訂一份有抱負的（青年）合約。

### 索察
抵達球會後，馬田被安排到球會著名的青年軍學院，並迅速與未來的隊友利雅德·保迪保斯、斯隆·普里瓦特、杰弗裡·圖拉斯內和弗雷德里克·杜普拉斯建立融洽的關係。馬田受到前球會球員卡梅爾·梅莉安 以及青訓畢業生謝路美·文尼斯和梅弗盧特·埃爾丁的影響，在青訓營刻苦訓練，他們在年輕時就在索察站穩腳跟。2007 年，他代表球會的19歲以下青年軍贏得。 決賽在法蘭西體育場舉行，索察在12碼球大戰中以5-4擊敗歐塞爾。 由於青年軍在盃賽中的成功，包括馬田在內的幾名隊員被提升到球會的第四級法國冠軍業餘隊。在2007-08賽季的法國業餘錦標賽中，馬田以全隊最高的32場比賽上陣並射入三球，預備隊在小組中排名第四
2007-08賽季結束後，馬田在同意與球會簽訂一份為期三年的合約後簽下他的第一份職業合約。隨後，他被提升到正選球員，並由領隊法蘭西斯·基洛特分配26號球衣。馬田在2008年8月30日聯賽以2-1敗於馬賽的比賽中後備入替，這是他在職業賽首次上陣。兩週後，他在以2-1被圖盧茲的比賽中首次入首發陣容。在球隊接下來的四場聯賽中，基洛特將馬田為首發陣容。在連續得到正選出場機會後，他在餘下的比賽中在正選球員和後備球員之間輪換。2009年5月13日，馬田在3-0戰勝摩納哥的比賽中射入他的首個職業入球。他最後以30場上陣和射入一球的成績完成首季賽事。
2009-10賽季，在羅曼·皮托離開後，馬田被基洛特補替進入首發陣容。在球隊在賽季第二場對陣波爾多的比賽中，他在中場助攻一球。2009年9月26日，他在以2-1敗給南錫的比賽中射入一球，並在接下來的一周內射入了對陣勒芒的制勝入球。2010年1月21日，馬田與球會續約至2014年。在擊敗羅連安特、雷恩和里爾的比賽中，馬田助攻制勝入球，他的組織能力在本賽季開始得到發展和發揮。在法國盃中，他在16 強賽4-1擊敗業餘球會博韋的比賽中梅開二度，為球會進入準決賽做出貢獻。馬田以上陣40場、4個入球和4次助攻結束這個個人成功的賽季。
2010-11賽季，在球會主要組織核心斯蒂芬·達爾馬特離開後，馬田在球隊中的重要性得到進一步提升。因他在巴黎十四區出生，馬田換上14號球衣，並被吉洛暗示由馬田取代達爾馬特。這位年輕的中場球員做出積極回應，並在2010年 8月14日以3-2輸給聖伊天的比賽中射入他本賽季的首個入球 。接下來的一個月，他在以4-0戰勝尼斯的比賽中射入一個被當地媒體描述為“神奇時刻”的入球 。馬田與前鋒艾德·布朗·艾迪爾和莫迪保·邁加以及翼鋒尼古拉斯·馬萊斯貝萊建立良好的默契，分別助攻每位球員的多個入球。到2011年1月底，馬田已經助攻10個聯賽入球領先，其中包括球隊在8月7日以2-1戰勝阿勒斯-亞維農的比賽中的兩個入球，及在以3-1戰勝卡昂的比賽中的另外兩個入球，以及在1月29日以5-1擊敗雷恩的比賽中的一個入球。馬田在戰勝雷恩的比賽中也射入一球。他在賽季期間的表現讓他的隊友和朋友開玩笑地給他起了個綽號“小沙維”，以指媲美這位巴塞羅那球星組織中場。由於他在整個聯賽期間在中場的出色表現，馬田成為UNFP年度最佳年輕球員提名的四名球員之一，其他三名球員還有馬馬杜·沙高、楊·麥維拿和安祖·阿休。 

### 里爾

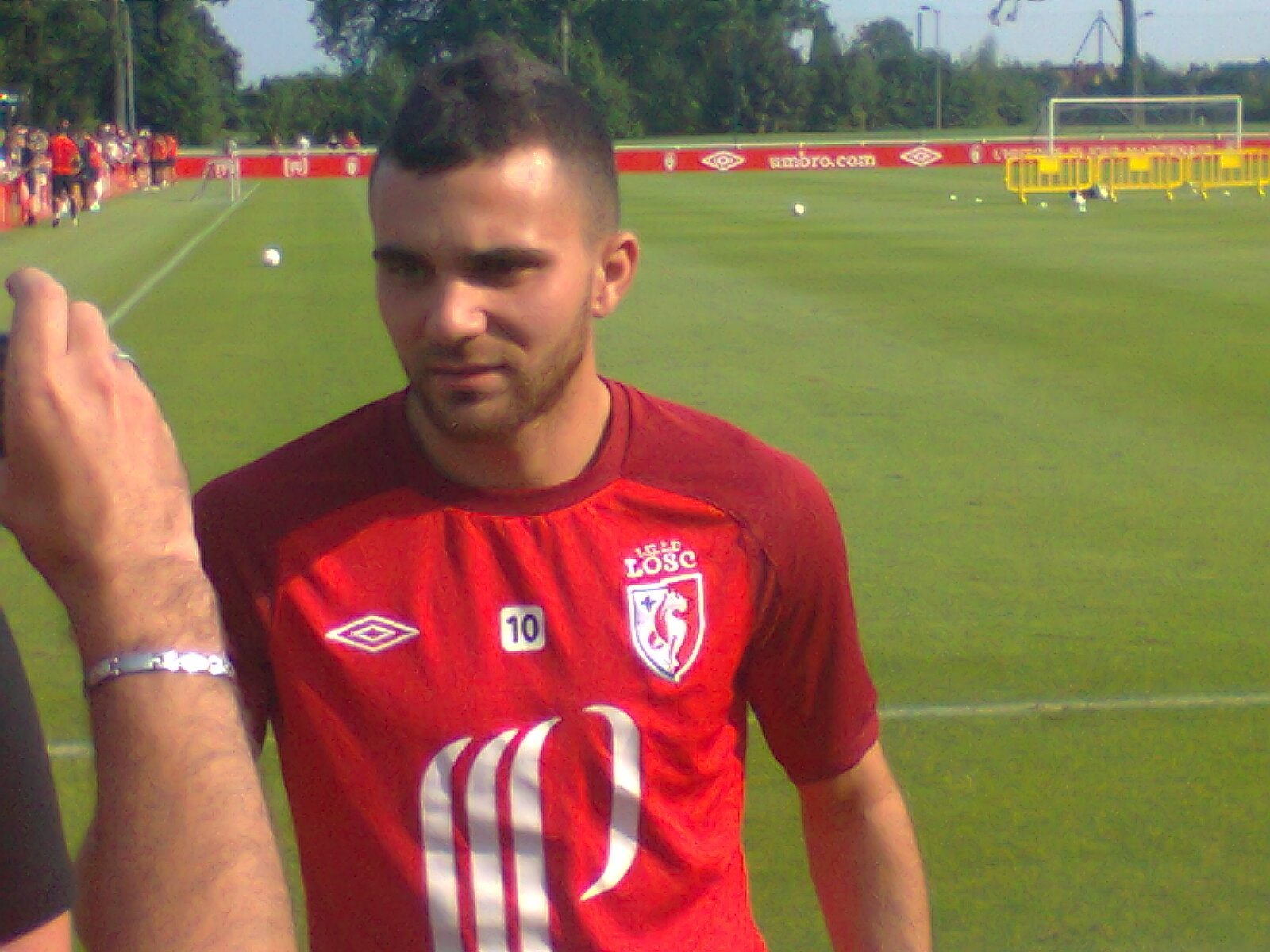
馬田於2012年為里爾II上陣

2012年6月20日，法國球會里爾在其網站上確認馬田同意了一份為期五年的合約後加盟球會 。轉會費未公開，這名中場球員於7月1日加入球會。
2016年7月13日，在里爾教練弗雷德里克·安東內蒂表示該球員不在他即將到來的賽季的計劃中後，馬田以借用形式加盟升班馬法甲球會迪安.。2017 年 8 月 11 日，在他從第戎租借歸來後，他與里爾的合同被解除。

### 蘭斯
2017年8月14日，馬田與法甲球隊蘭斯簽訂為期一年的合約，並可選擇再續約兩年。馬田幫助蘭斯贏得2017-18年法乙聯賽，幫助他們在2018-19賽季晉級法甲聯賽。

### 其後的球員生涯
2019年，馬田簽約查貝利。他在球會的兩個法乙賽季中效力。2021年，他與耶爾簽約，這是一家法國全國乙組聯賽的球會。

## 國際賽生涯
在他的成長歲月裡，馬田並沒有被國家隊的青年軍教練注意到。在確立自己的職業球員地位後，他於2008年11月被法國21歲以下青年軍隊征召參加與丹麥的友誼賽。馬田作為首發球員在比賽中完成他的青年國際首次上陣。他在61分鐘後被換下，法國隊以1-0贏得比賽。馬田在餘下的比賽中都與球隊一起出場，由於法國隊未能獲得2011年U21歐洲國家盃的參賽資格，這實際上結束馬田21歲以下青年隊的職業生涯。2011年5月26日，在索察取得成功的聯賽賽季後，馬田被羅倫特·白蘭斯召入國家隊，參加6月對陣白俄羅斯、烏克蘭和波蘭的比賽。這名中場球員將這次徵召描述為“夢想”，並於6月6日在該隊與烏克蘭的友誼賽中完成他的國家隊首次上陣，下半場當比賽戰成1-1作為替補球員出場。在比賽中，馬田射入兩球並助攻另一位首次上陣球員尤尼斯·卡保爾另一球，法國隊以4-1贏得比賽。由於他的梅開二度，馬田成為繼讓尚·文森、施丹巴菲迪比·高美斯之後第四位在他的首次上陣中梅開二度的法國國腳。

## 生涯數據

### 球會
最後更新：2019年9月20日
| 球會        | 球季     | 聯賽     | 聯賽 | 聯賽 | 盃賽 | 盃賽 | 盃賽 | 洲際賽 | 洲際賽 | 洲際賽 |
| 球會        | 球季     | 上陣     | 入球 | 助攻 | 上陣 | 入球 | 助攻 | 上陣   | 入球   | 助攻   |
| ----------- | -------- | -------- | ---- | ---- | ---- | ---- | ---- | ------ | ------ | ------ |
| 索察        | 2008–09] | 法甲     | 27   | 1    | 3    | 0    | —    | —      | 30     | 1      |
| 索察        | 2009–10  | 法甲     | 36   | 2    | 4    | 2    | —    | —      | 40     | 4      |
| 索察        | 2010–11  | 法甲     | 37   | 3    | 4    | 1    | —    | —      | 41     | 4      |
| 索察        | 2011–12  | 法甲     | 33   | 2    | 1    | 0    | 2    | 0      | 36     | 2      |
| 索察        | 總計     | 總計     | 133  | 8    | 12   | 3    | 2    | 0      | 147    | 11     |
| 里爾        | 2012–13  | 法甲     | 32   | 0    | 6    | 0    | 7    | 0      | 45     | 0      |
| 里爾        | 2013–14  | 法甲     | 20   | 0    | 2    | 0    | —    | —      | 22     | 0      |
| 里爾        | 2014–15  | 法甲     | 6    | 0    | 0    | 0    | 2    | 0      | 8      | 0      |
| 里爾        | 2015–16  | 法甲     | 12   | 0    | 3    | 0    | —    | —      | 15     | 0      |
| 里爾        | 總計     | 總計     | 70   | 0    | 11   | 0    | 9    | 0      | 90     | 0      |
| 迪安 (借用) | 2016–17  | 法甲     | 12   | 0    | 0    | 0    | —    | —      | 13     | 0      |
| 蘭斯        | 2017–18  | 法乙     | 16   | 1    | 2    | 0    | —    | —      | 18     | 1      |
| 蘭斯        | 2018–19  | 法甲     | 13   | 0    | 0    | 0    | —    | —      | 13     | 0      |
| 蘭斯        | 總計     | 總計     | 29   | 1    | 21   | 0    | 0    | 0      | 31     | 1      |
| 生涯總計    | 生涯總計 | 生涯總計 | 244  | 9    | 25   | 3    | 11   | 0      | 281    | 12     |

1. ↑  Includes 法國盃, 法國聯賽盃, 法國超級盃
2. ↑  Includes 歐洲超級盃, 歐洲冠軍聯賽, 歐洲足協歐霸盃

### 國際賽
來源:
| 國家隊 | 球季 | 上陣 | 入球 |
| ------ | ---- | ---- | ---- |
| 法國   | 2011 | 9    | 2    |
| 法國   | 2012 | 6    | 0    |
| 總計   | 總計 | 15   | 2    |

法國比分列在第一位，比分列表示馬田每次入球後的比分
| # | 日期         | 場地                     | 對手   | 入球 | 比分 | 比賽 |
| - | ------------ | ------------------------ | ------ | ---- | ---- | ---- |
| 1 | 2011年6月6日 | 烏克蘭頓涅茨克頓巴斯球場 | 乌克兰 | 1–2  | 1–4  | 友賽 |
| 2 | 2011年6月6日 | 烏克蘭頓涅茨克頓巴斯球場 | 乌克兰 | 1–4  | 1–4  | 友賽 |

## 榮譽
蘭斯
- 法乙：2017–18

## 外部鏈接
- Marvin MARTIN （页面存档备份，存于）於法國足球總會（法語）

- 馬雲·馬田－UEFA國際賽競賽紀錄